# Antonio Scurati
Antonio Scurati (n. 25 iunie 1969, Napoli, Italia) este un scriitor italian.
A câștigat Premiul Strega în 2019 pentru M. Il figlio del secolo.